# Bürgelstraße 1, 2 (Magdeburg)

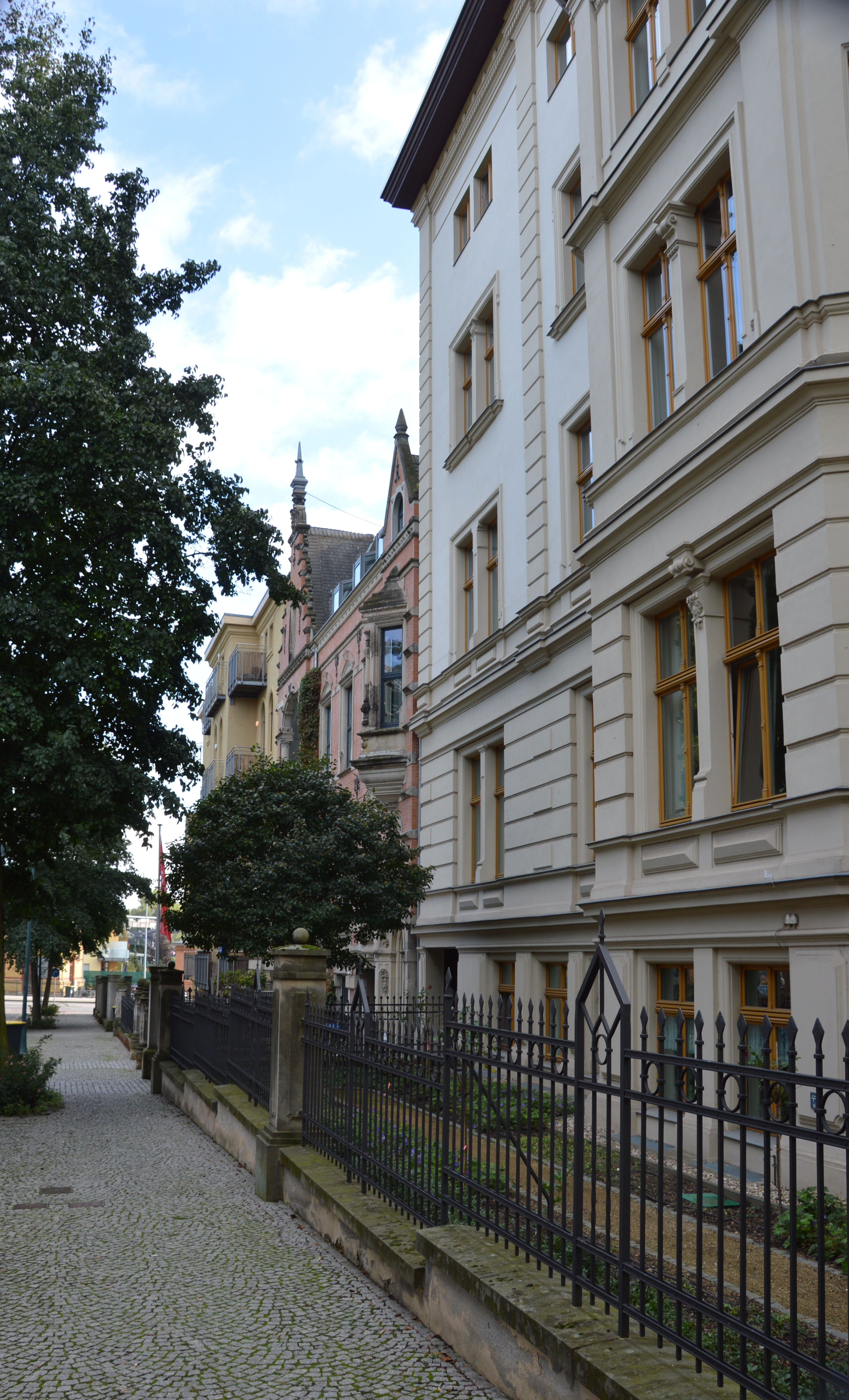
Bürgelstraße, Blick von Westen

Bürgelstraße 1, 2 ist die im örtlichen Denkmalverzeichnis genutzte Bezeichnung für einen denkmalgeschützten Straßenzug in Magdeburg in Sachsen-Anhalt.

## Lage
Der nur kurze Straßenzug befindet sich in der Magdeburger Altstadt und verbindet die westlich gelegene Hegelstraße mit dem östlich verlaufenden Schleinufer. Zum Denkmalbereich gehören die als Einzeldenkmale ausgewiesenen Häuser Bürgelstraße 1 und 2. Die Bebauung der Straße befindet sich nur auf ihrer Südseite, auf der Nordseite liegt das Gelände des Palais am Fürstenwall.

## Architektur und Geschichte
Die Straße entstand im Zuge einer Stadterweiterung der Jahre 1869/70 nach dem Teile der Festung Magdeburg aufgegeben worden waren und Bereiche westlich und südlich der Altstadt neu bebaut wurden. Sie trug zunächst den Namen Yorckstraße und wurde auf ihrer südlichen Seite in Form einer Blockrandbebauung mit repräsentativen und großbürgerlichen Wohnhäusern bebaut.
Der Straßenzug gilt in seiner Funktion als Begrenzung für die nordwestlich gelegene platzartige Erweiterung der Hegelstraße vor dem Palais am Fürstenwall als städtebaulich besonders bedeutsam.
Im örtlichen Denkmalverzeichnis ist die Straßenzeile unter der Erfassungsnummer 094 18281 als Denkmalbereich verzeichnet.